# Torre dos Arquivos

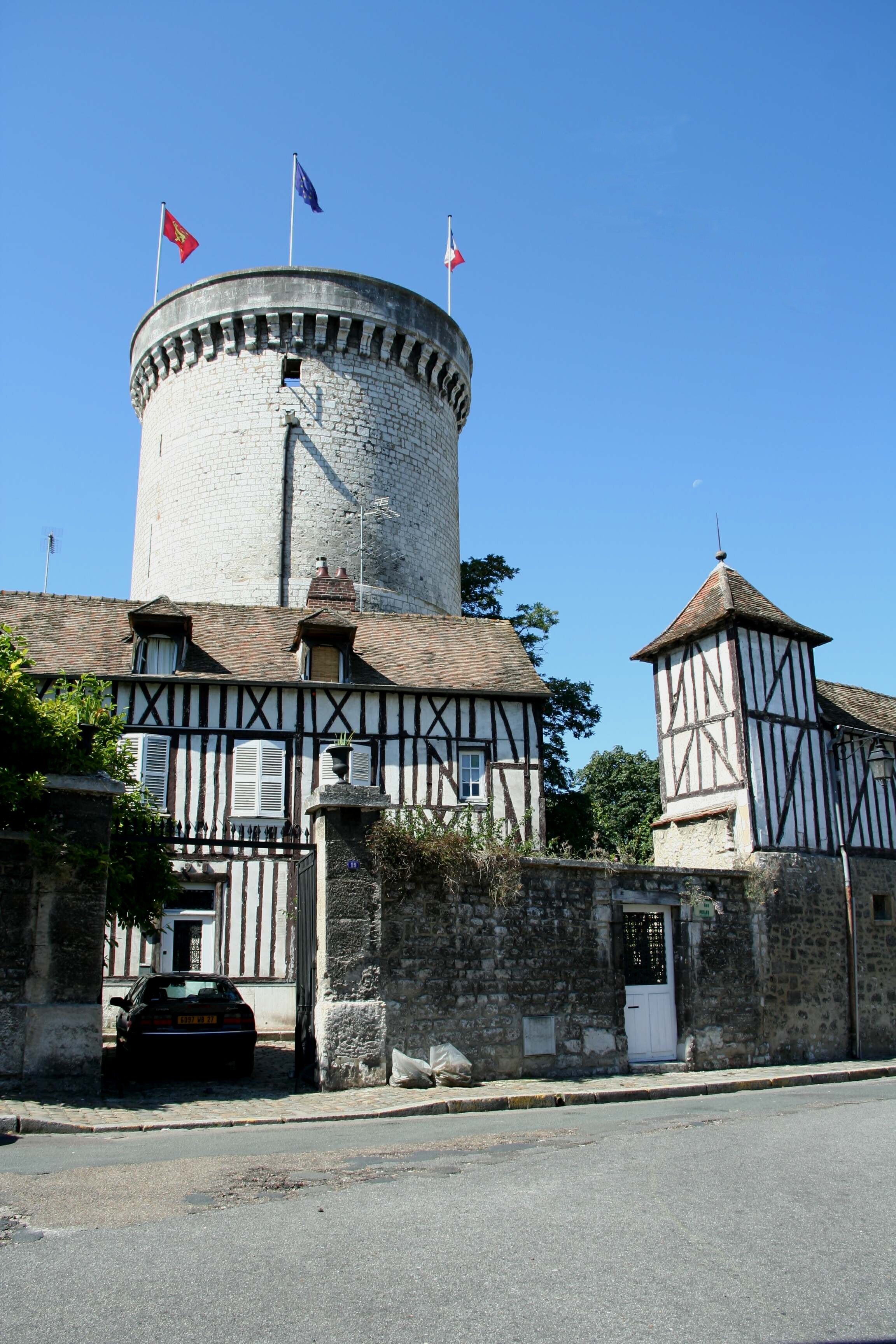
Tour des Archives em Vernon, França

O Tour des Archives é a torre de menagem de um antigo castelo na comuna de Vernon, no departamento Eure, na França.
A sua origem data de 1123, construída pelo rei Henrique I da Inglaterra, filho de Guilherme, o Conquistador . Tem 22 metros de altura e é um raro exemplo existente de torre redonda na Normandia, como o chamado tour Jeanne d'Arc (Torre de Joana d'Arc ) do antigo Castelo de Rouen .
O Tour des Archives está classificado desde 1840 como um monumento histórico pelo Ministério da Cultura da França .